# 2112 Ulyanov
2112 Ulyanov è un asteroide della fascia principale. Scoperto nel 1972, presenta un'orbita caratterizzata da un semiasse maggiore pari a 2,2537256 UA e da un'eccentricità di 0,1378323, inclinata di 3,37320° rispetto all'eclittica.
L'asteroide è dedicato a Aleksandr Il'ič Ul'janov, fratello maggiore di Lenin.